# Sprintschwimmeuropameisterschaften 1992
| Sprintschwimmeuropameisterschaften 1992 | Sprintschwimmeuropameisterschaften 1992 |
| --------------------------------------- | --------------------------------------- |
| Veranstaltungsort                       | Espoo                                   |
| Teilnehmende Nationen                   |                                         |
| Teilnehmende Athleten                   |                                         |
| Entscheidungen                          | 14                                      |
| Eröffnung                               | 21. Dezember 1992                       |
| Abschluss                               | 22. Dezember 1992                       |

| Medaillenspiegel | Medaillenspiegel       | Medaillenspiegel | Medaillenspiegel | Medaillenspiegel | Medaillenspiegel |
| Platz            | Land                   | G                | S                | B                | Gesamt           |
| ---------------- | ---------------------- | ---------------- | ---------------- | ---------------- | ---------------- |
| 1                | Deutschland            | 4                | 7                | 4                | 15               |
| 2                | Schweden               | 4                | 3                | 0                | 7                |
| 3                | Finnland               | 3                | 1                | 0                | 4                |
| 4                | Russland               | 1                | 1                | 5                | 7                |
| 5                | Vereinigtes Königreich | 1                | 0                | 1                | 2                |
| 6                | Ukraine                | 1                | 0                | 0                | 1                |
| 7                | Niederlande            | 0                | 2                | 0                | 2                |
| 8                | Polen                  | 0                | 0                | 2                | 2                |
| 9                | Estland Kroatien       | 0                | 0                | 1                | 1                |

Die Sprinteuropameisterschaften 1992 im Schwimmen fanden vom 21. bis 22. Dezember 1992 in Espoo statt und wurden vom europäischen Schwimmverband LEN organisiert.
Nur über die 50-m- und 100-m-Strecken wurden Medaillen vergeben.

## Zeichenerklärung
- ER – Europarekord

## Schwimmen Männer

### 50 m Freistil
| Platz | Land            | Athlet      | Zeit     |
| ----- | --------------- | ----------- | -------- |
| 1     | Ukraine         | Juri Wlasow | 00:22,06 |
| 2     | Deutschland     | Mark Pinger | 00:22,32 |
| 3     | Verein. Königr. | Mark Foster | 00:22,38 |

### 50 m Schmetterling
| Platz | Land            | Athlet           | Zeit     |
| ----- | --------------- | ---------------- | -------- |
| 1     | Verein. Königr. | Mark Foster      | 00:23,89 |
| 2     | Deutschland     | Dirk Vandenhirtz | 00:24,31 |
| 3     | Kroatien        | Miloš Milošević  | 00:24,49 |

### 50 m Rücken
| Platz | Land        | Athlet              | Zeit     |
| ----- | ----------- | ------------------- | -------- |
| 1     | Finnland    | Jani Sievinen       | 00:25,07 |
| 2     | Schweden    | Rudi Dollmayer      | 00:25,53 |
| 3     | Deutschland | Patrick Hermanspann | 00:25,62 |

### 50 m Brust
| Platz | Land        | Athlet         | Zeit     |
| ----- | ----------- | -------------- | -------- |
| 1     | Russland    | Wassili Iwanow | 00:27,25 |
| 2     | Niederlande | Ron Dekker     | 00:27,67 |
| 3     | Russland    | Dmitri Wolkow  | 00:27,89 |

### 100 m Lagen
| Platz | Land     | Athlet        | Zeit     |
| ----- | -------- | ------------- | -------- |
| 1     | Finnland | Jani Sievinen | 00:53,78 |
| 2     | Finnland | Antti Kasvio  | 00:54,93 |
| 3     | Estland  | Indrek Sei    | 00:55,85 |

### Staffel 4 × 50 m Freistil
| Platz | Land        | Athleten                                                        | Zeit     |
| ----- | ----------- | --------------------------------------------------------------- | -------- |
| 1     | Schweden    | - Pär Lindström - Göran Titus - Joakim Holmquist - Peter Parklo | 01:27,94 |
| 2     | Deutschland | - Mark Pinger - Ingolf Rasch - Christian Tröger - Axel Hickmann | 01:28,14 |
| 3     | Russland    |                                                                 | 01:29,99 |

### Staffel 4 × 50 m Lagen
| Platz | Land     | Zeit                                                                  |          |
| ----- | -------- | --------------------------------------------------------------------- | -------- |
| 1     | Finnland | - Jani Sievinen - Petri Suominen - Vesa Hanski - Antti Kasvio         | 01:38,10 |
| 2     | Schweden | - Rudi Dollmayer - Peter Haraldsson - Jan Karlsson - Joakim Holmquist | 01:38,16 |
| 3     | Russland |                                                                       | 01:38,59 |

## Schwimmen Frauen

### 50 m Freistil
| Platz | Land        | Athlet                | Zeit     |
| ----- | ----------- | --------------------- | -------- |
| 1     | Deutschland | Franziska van Almsick | 00:24,95 |
| 2     | Deutschland | Simone Osygus         | 00:25,42 |
| 3     | Deutschland | Annette Hadding       | 00:25,75 |

### 50 m Schmetterling
| Platz | Land        | Athlet          | Zeit     |
| ----- | ----------- | --------------- | -------- |
| 1     | Schweden    | Louise Karlsson | 00:27,28 |
| 2     | Niederlande | Inge de Bruijn  | 00:27,57 |
| 3     | Deutschland | Susanne Müller  | 00:27,80 |

### 50 m Rücken
| Platz | Land        | Athlet              | Zeit     |
| ----- | ----------- | ------------------- | -------- |
| 1     | Deutschland | Sandra Völker       | 00:28,57 |
| 2     | Russland    | Nina Schiwanewskaja | 00:28,66 |
| 3     | Deutschland | Anja Eichhorst      | 00:28,95 |

### 50 m Brust
| Platz | Land        | Athlet          | Zeit        |
| ----- | ----------- | --------------- | ----------- |
| 1     | Schweden    | Louise Karlsson | 00:31,19 ER |
| 2     | Deutschland | Peggy Hartung   | 00:31,55    |
| 3     | Polen       | Alicja Pęczak   | 00:31,73    |

### 100 m Lagen
| Platz | Land        | Athlet          | Zeit        |
| ----- | ----------- | --------------- | ----------- |
| 1     | Schweden    | Louise Karlsson | 01:01,03 ER |
| 2     | Deutschland | Daniela Hunger  | 01:01,95    |
| 3     | Polen       | Alicja Pęczak   | 01:02,76    |

### Staffel 4 × 50 m Freistil
| Platz | Land        | Zeit                                                                       |          |
| ----- | ----------- | -------------------------------------------------------------------------- | -------- |
| 1     | Deutschland | - Simone Osygus - Annette Hadding - Daniela Hunger - Franziska van Almsick | 01:40,63 |
| 2     | Schweden    | - Ulrika Brämer - Linda Olofsson - Louise Karlsson - Susanne Lööv          | 01:41,65 |
| 3     | Russland    |                                                                            | 01:43,73 |

### Staffel 4 × 50 m Lagen
| Platz | Land        | Zeit                                                                        |          |
| ----- | ----------- | --------------------------------------------------------------------------- | -------- |
| 1     | Deutschland | - Sandra Völker - Peggy Hartung - Bettina Ustrowski - Franziska van Almsick | 01:52,44 |
| 2     | Schweden    | - Therese Lundin - Ulrika Jardfeldt - Louise Karlsson - Linda Olofsson      | 01:52,60 |
| 3     | Russland    |                                                                             | 01:55,97 |